# Yeung Chau

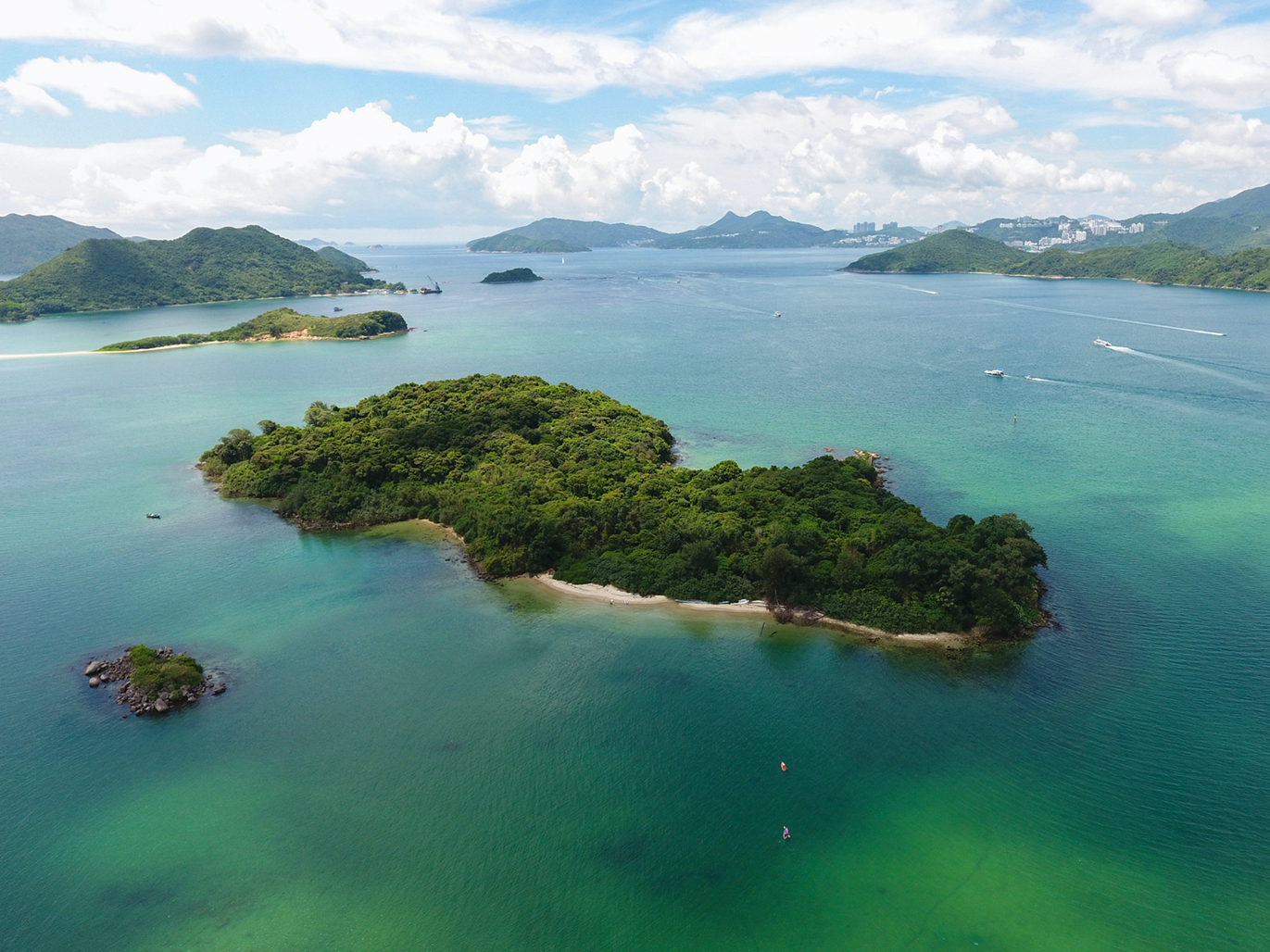
Vue sur Yeung Chau

Yeung Chau, également connu sous le nom de Duk Ngo Chau, est une île de Hong Kong, appartenant au district de Sai Kung, située au large face à la ville de Sai Kung. D'autres îles sont situées aux environs :
- Tai Chau ;
- Lap Sap Chau au sud ;
- Pak Sha Chau au nord ;
- Cham Tau Chau ;
- Tai Chan Chau ;
- Siu Tsan Chau à l'ouest [1].

L'île de Yeung Chau est inhabitée.

## Développement
Yeung Chau, l'île la plus proche de la ville de Sai Kung, possède un bel environnement naturel et riche en ressources, et des animaux y séjournent tel que le pygargue blagre . Cependant, l'île est restée, depuis longtemps, vierge de toute construction humaine, excepté un grand tombeau appartenant à une famille du nom de "Kuang". Une fois, le conseil du district de Sai Kung aurait recommandé l'ouverture d'une liaison régulière en kai-to avec la jetée de Sai Kung, ou la construction d'un pont suspendu qui aurait relié la jetée de Sai Kung à Yeung Chau, et d'établir un sentier de randonnée tout autour de l'île pour permettre un endroit idéal pour pique-niquer . 
Le conseil du district de Sai Kung suggère également la construction d'une plate forme entre Yeung Chau et le terrain de golf de Kau Sai Chau (Jockey Club de Hong Kong), afin d'organiser des activités et d'attirer les touristes.  En outre, les propositions de développement intègrent le "Plan de développement touristique de Sai Kung à Hong Kong", soumis à l'administrateur du  ministère du Plan et à l'audit du Secrétaire aux finances.

## Transport
Bien que l'île est proche de la ville de Sai Kung, aucun kai-to ne permet de se rendre sur l'île. Ainsi, le touriste doit s'y rendre à ses propres frais. 